# Design Review Based on Failure Mode
El Design Review Based on Failure Mode (DRBFM; en español «Revisión del diseño basado en los modos de fallo») es un método que acompaña el desarrollo de un proceso o un producto. Se emplea dentro del sistema de gestión de calidad para prevenir fallos en el diseño.

## Origen
El DRBFM fue desarrollado por Toyota y todavía se emplea con éxito. Surgió del descubrimiento de que las modificaciones del producto tienen el mayor potencial de producir fallos y errores. El método se basó en gran parte en el AMFE (Análisis modal de fallos y efectos; FMEA en el acrónimo inglés). El inventor del método, el Prof. Dr. Tatsuhiko Yoshimura, inicialmente intentó animar a los ingenieros para que realizasen una revisión del diseño de forma creativa empleando el formulario del AMFE, pero tuvo que aceptar que el proceso formal del AMFE eliminaba la creatividad.

## Significado del acrónimo
El acrónimo DRBFM proviene de Design Review Based on Failure Mode, lo que resume los principales elementos del método:
- DR = Design Review (revisión del diseño): revisión del desarrollo a través de expertos internos y externos (clientes, proveedores,…) que no están directamente implicados en el proyecto.
- BFM = Based on Failure Mode (basado en modos de fallos): significa que, por una parte, que en el momento en el que se hace un DRBFM ya debe existir un AMFE bien desarrollado. Por otra, BFM también quiere decir que el origen de un DRBFM debe estar en el AMFE.

## Filosofía
La filosofía del método se basa en el llamado GD³ desarrollado por Yoshimura.

### Good Design
La base para la fiabilidad en el diseño es no realizar cambios; por lo tanto, Yoshimura cree que si se hacen cambios, estos deben ser incrementales. Los problemas del diseño están provocadas por una discontinuidad en la implementación de cambios que afectan las interfases entre los componentes. El diseño no debe ser modificado en dos sitios simultáneamente, porque realizar muchos cambios demasiado deprisa tiene el potencial de producir fallos más rápidamente de lo que se puedan detectar.
Una de las claves de una modificación exitosa es hacer visibles los cambios.

### Good Discussion
En la discusión los responsables deben concentrarse en los cambios a un diseño propuestos. 
Yoshimura advierte a los implicados de que deben trabajar para entender los cambios, en vez de restarles importancia o trivializarlos. Aconseja que los ensayos de validación pueden ayudar a identificar puntos débiles en el diseño; pero también afirma que una buena discusión realizada en los preliminares del diseño puede alcanzar los mismos resultados.
La aplicación práctica de esta «buena» discusión es el DRBFM desarrollado por el mismo Yoshimura. La intención del DRBFM es hacer visibles estos cambios a través de profundas discusiones sobre cualquier posible fallo que pueda ocurrir.

### Good Dissection
Es la tercera parte del concepto GD³, la revisión del diseño. El objetivo de una buena revisión del diseño es examinar los ensayos de validación y hacer visibles todos los errores. Implica la aplicación del Design Review Based on Test Results (DRBTR), en el que el diseñador discute desde el mayor número de puntos de vista posibles los problemas potenciales y puntos flacos del diseño y los resultados de los ensayos con piezas que provienen de la validación.

## Proceso
En el DRBFM, al contrario que el AMFE, no se trabaja con moderadores. Pero siguen siendo necesarios técnicos y especialistas con una formación específica. El método no es una herramienta de gestión, sino que es una herramienta para la creación de un diseño robusto, empleada por diseñadores e ingenieros, para conseguir desde las primeras fases del desarrolló un producto sin fallos.
El proceso se realiza preferentemente en una hoja de trabajo impresa de tamaño DIN A0, para permitir una discusión activa en colaboración, con una gran cantidad de intercambio de información.

## Metodología
El DRBFM se centra en modificaciones del producto / proceso, que en sentido laxo, incluyen nuevas plataformas o aplicaciones como modificaciones. Para ello, se colocan en una matriz las modificaciones de las funciones frente a los componentes del producto. En esa matriz se buscan los llamados concerns («preocupaciones», «inquietudes»), que luego son introducidas en una hoja de trabajo para ser estudiadas. La revisión (review) se centra en medidas adicionales en el diseño, los ensayos o la producción. Los fallos en el funcionamiento naturalmente también son estudiados de forma crítica.